# Székelyföld színházművészete
A színházművészet történetének kezdetei úgy Székelyföldön, mint általában Magyarország más területein is a kora Árpád-korig, sőt időben még korábbi évszázadokra nyúlnak vissza, mivel már a dallamok eléneklése, eljátszása is előadó művészetnek tekinthető. Erről Borovszky Samu is megemlékezett már egyik munkájában, ahol Priscus Rhétor leírását közli, aki a római követek útját írta le Eteléhez és a vele való lakomázását: "Este fáklyákat gyújtának, csakhamar két barbár lépett be s királyuk győzelmeit és hadi erényeit énekelve önkészített dalokat monda..." tehát már a hun fejedelem udvarában is volt előadóművészet.

## Története
A dráma világszerte a földművelő kultúrák és az ezekhez tartozó kultikus szokások körében alakult ki, nem volt ez másképpen a székelység körében sem, náluk is ősidők óta szokás lehetett bizonyos munkafolyamatok mimikus utánzása. Ilyen ősi eredetű munkajátékok nyomai voltak fellelhetők a fonóházi mulatozások között is, ahol az asszonyok olyan játékokat adtak elő, amelyekben a mezei- és házimunkákat ábrázolták (kévekötés, vetemények ültetése és hasonlók), míg a legények groteszk munkajátékokat (tuskóhasogatás, köszörülés) játszottak. Erdély nehezen megközelíthető hegyeiben a székely favágók néha ma is eljátszanak mimikus jeleneteket, például az állat leölését, feltámasztását megjelenítve. De a honfoglalás előtti időkben hasonlók voltak a sámánok és a táltosok is, akik varázslatokat adtak elő, a többi természeti népekhez hasonlóan. A táltos színjátszó például az egymás után felidézett szellemalakokat saját személyében egyesítette, a szerepeket váltogatva elevenítette meg. De nemcsak a színész, hanem a cselekmény főhőse is mindig maga a táltos volt. "Ő kapcsolta össze a színjáték meséjével a túlvilág máskülönben elérhetetlen istenségeit a közönséges földi halandókkal".
Az Árpád-korban a regösöketet a királyok udvari énekeseként említették. Műsoruk elsősorban a régi idők mondáiból alakult ki, megtartva továbbra is az egykori hősi énekesek első személyű előadásmódját. Valószínű, hogy ebben a formában örökítették meg a Csaba mondát is, amelyben Attila hun király fia Csaba a széthulló hun birodalom és nép egy részének a székelységnek a megmentője, s a székelység tőlük származik.
A Csaba mondát középkori irodalmunkban Kézai Simon gesztálja, a Budai és Képes krónika tartalmazzák.
A kora középkorban a színészek előadásmódját nagyrészt az éneklés jellemezte. A templomokban énekelt drámai szövegeket, liturgikus drámákat a karácsonyi, húsvéti ünnepeken adták elő. Erdélyben a Nyárád mentén, mise közben váltogató énekkel fehér ruhás lányok adták elő a betlehemi történetet. A karácsonyi játékoknál is nevezetesebbek voltak azonban a Krisztus feltámadását dramatizáló húsvéti liturgikus színjátékok, melyek a pogány kor színi szokásaival szemben új, magasabb rendű szempontokat érvényesítettek, háttérbe szorítva a varázsló, vagy elhárító játékokat, az új tan a kereszténység emberléptékű, mélyebben fekvő hagyományok táplálta történeteit jelenítve meg. Jézus születése itt is a Fényhozó, a feltámadási misztérium viszont a Tavasz "sírokat felpattantó erejét", a megújulást érezteti.
A 13-15. század során Európa szerte, köztük Magyarországon és Erdélyben is nagy változásokon ment át a kultúra, az irodalom és benne a dráma is. A 13. század az óriási népmozgalmak kora volt, mint például 1263-ban a bűnbánó és flagelláns mozgalom első hulláma, melynek második hulláma 1349-ben érte el Magyarországot, mindkettő magával hozva költészetét is. Karácsonyi énekeink egy csoportja , s néhány gyermekjátékunk, s erdélyi népdalunk például régi olasz lauda dallamok emlékét idézi. A lauda a kései középkorban is továbbélő liturgikus színjáték mellett a 13. század vége felé és a 15. század folyamán megjelent új vallásos drámai forma volt, mely műfaj emberi és érzelmi gazdagsága újdonságnak számított. A laudát a látványos mozzanatokat tartalmazó misztériumoktól is az érzelmi gazdaság különböztette meg. A drámai laudák a passiót oldották fel az Anya és a Fiú drámájában. Ilyen laudának tekinthető az Ómagyar Mária-siralom, az első hitelesen lejegyzett, ebben a korban rögzített magyar nyelvű drámai szövegünk is, melynek többféleképpen is történhetett az előadása: vagy énekes játszotta meg pantomimikusan az Anya drámáját, vagy csak egy, a keresztfa alatt álló Máriát ábrázoló kép alatt énekelték el. A drámai költészethez kapcsolódik még a 14. század közepén leírt, de régebbi szövegű Königsbergi töredék is. A 14. század utolsó negyedében ezenkívül újfajta népies vallásos dráma nyomai is felbukkantak, közülük való az ekkortájt megörökített, de korábbi szövegű Húsvéti Szekvencia is.
A 14-15. században fejlődött ki Itáliában a drámai laudákból sarjadó devóciós színjáték is, mely hamarosan eljutott Magyarországra, így Erdélybe is: a délvidéki erdélyi husziták ellen fellépő Giacomo delle Marche és Kapisztrán Szent János Itáliából származó ferences barátok maguk is szereztek ilyen "drámai" beszédeket. A 16. századtól pedig megindult a hazai latin, majd magyar nyelvű drámaírás is. Különösen Erdélyben különféle drámai műfajok jelentek meg: reneszánsz tragédia, pásztorjátékok, iskoladráma, hitvitázó, szatirikus vígjáték, s mellettük továbbra is vidékről-vidékre vándoroltak a hivatásos mulattatók, külföldi színtársulatok.

## A színjátszás kialakulása Székelyföldön
A színjátszás kialakulásához szükséges feltételek a 16. században Erdélyben teremtődtek meg először, mivel a Habsburgokkal és törökökkel való küzdelmek, torzsalkodások az ország más területein ez elé több akadályt is gördítettek; a közös munkát, anyagi áldozatokat követelő színjátékot Erdélyen kívül ezekben az időkben inkább csak az iskolákban lehetett fejleszteni.
A 16. században az erdélyi fejedelem udvarában már jártak külföldi vándortársulatok. Az egykori történetíró Báthori Zsigmondról írta: "Összegyüjtötte a zöldségkertészeket... hozzájuk járultak a szemfényvesztők, színészek, mimusok, udvari bolondok, táncosok, tréfacsinálók, gladiátorok..." Az udvari színjátszásnak ezt a hagyományát később Bethlen Gábor is folytatta, aki felismerte, hogy ha az erdélyi fejedelmi udvar lépést tart a művelt Európával, nem nélkülözheti a színjátszást sem. Bethlen Gábor pártolta az iskolai színjátszást, olasz énekeseket, balett-társulatokat hívott meg magához, és fényes műkedvelő előadásokról is maradtak fenn adatok, melyeken a fejedelmi család tagjai is részt vettek.
Erdélyből maradtak ránk az első híradások is színtársulatok megalakulásáról, melynek azonban a protestáns egyház puritán ágágában erős ellenfele is volt, erről Komensky János (Comenius Amos) is megemlékezett. Azonban a 17. század végén a kálvinista iskolákban is egyre inkább tért hódított a színjátszás.
A hivatásos színjátszás első ismert kezdeményezője az erdélyi származású Felvinczi György volt, aki 1696-ban indult el Kolozsvárról Bécsbe, hogy Lipót császártól engedélyt kérjen színtársulat alakítására. Ennek az első hiteles színjátszási engedélynek szövege is fennmaradt, ezt Vári Béla magyar nyelvre is lefordította. Felvinczi működéséről azonban más írásos bizonyíték nem maradt fenn, de Kolozsváron még a 20. század elején is láthatók voltak olyan kettős tetejű, széles ereszű házak, amelyek eresze alatt a hagyomány szerint Felvinczi szini előadásokat tartott családjával, illetve csoportjával.
A Székelyföld főbb színházi állomáshelyei voltak Marosvásárhely, Székelyudvarhely, Sepsiszentgyörgy, Csíkszereda, Kézdivásárhely, Kovászna, Barót, Nyárádszereda, Gyergyószentmiklós, Borszék, Ditró, de a kisebb településeken is megfordultak vándorló társulatok.

## Ferences színjátszás
A ferences színjátszás központja a 18. században Csíksomlyó volt. Erről adatok csak az 1730-as évekig maradtak fenn, de az itteni hagyományok sokkal régebbiek, és az 1770-es évekig itt állandóan játszottak magyar passiójátékokat. Az évenként megrendezett előadások azonban nem a tanulóifjúságnak, hanem a Csíksomlyóra zarándokoló székely köznépnek szóltak. Az 1770-es évekből fennmaradt drámák tanúsága szerint az iskolai műsor nemcsak misztériumjátékokból állt, hanem előadtak történelmi drámákat és vígjátékokat is. A színielőadások megtartásához az 1700-as években Csíksomlyón többször is emeltek önálló épületet; így 1733-ban az iskola mellett egy emeletes faházat, amelynek középső részét használták a színielőadások megtartásához, majd 1774-ben a színház előtt egy kertet vásároltak meg, hogy a nézőtérről kiszorult hallgatóknak legyen helyük hova letelepedni, és az előadást innen nézni. 1785-ben pedig a csíki székely katonák állítottak épületet a színjátszó ifjúságnak, de szabadban is tartottak előadásokat. Az előadások ideje többnyire pünkösd szombatja volt, amikor a nép egész Székelyföldről összegyűlt a búcsúra.
A ferencesek játékainak népies hangja és magyar nyelvhasználata különös jelentőséggel bírt a csíksomlyói hagyományokban. A ferences kolostor szerzetesei összegyűjtötték és lemásolták az 1721-1774 közötti időkben az iskola diákjai által játszott nagypénteki misztériumjátékokat, melyeket a környék népének épülésére és szórakozására bemutattak. 1890-ben még 48 ilyen misztériumjáték kézírásos másolata volt meg, azonban később ezeknek nyoma veszett. Fülöp Árpád irodalomtanár ezek közül. Balogh Elemér és Kerényi Imre 1981-ben a fennmaradt passiójátékok összevonásából Rossa László zenei összeállításával "Csíksomlyói passió" címen mutatták be a hagyományőrző játékot., melyet a982-ben a Helikon Kiadónál megjelent könyvben is közzétették.
- Csíksomlyói passió a YouTube-on:

## Marosvásárhelyi színjátszás
Marosvásárhely a 19. században Kolozsvár után Erdély másik legnagyobb színházi központja volt, szinte vele egyidős hagyományokkal rendelkezett. A kolozsvári társulat tagjai a nyári hónapokban 1792-től sokat vendégeskedtek Marosvásárhelyen is, ahol 1803-ban már deszkaszínházat is építettek a színészek számára. A marosvásárhelyi színkör pusztulása után a marosvásárhelyi színészek a Transsylvánia Szálló színháztermében játszottak, ahol télen is voltak előadások. A marosvásárhelyi társulatnak csak 1922-ben lett állandó színházépülete.

## Székelyföldről származó színészek
- Gidófalvi Jantsó Pál (1761-1845) - Az első magyar komikus volt.
- Oroszfáji Pergő Celesztin (1784-1858) -
- Sáska János (1774 körül született és 1808-ban még játszott) Felesége Koropnka Borbála szintén a színészet úttörői közé tartozott, és lányuk Sáska Biri is színész lett).
- Székely József (1780-1831), felesége Ungár Anikó szintén színész volt.
- Kontz József (1788), felesége Bajdó Teréz is színész.
- Simén Borbála
- A korondi Koroknai színészcsalád: Koronkai Ferenc, leánya Koronkai Róza, valamint unokája Ilona és dédunokája Rózsi.
- Laborfalvi Benke József (1781-1855)
- Delly Ferenc (1901-1960)
- Kiss Manyi (1911-1971) - Háromszéki származású volt.
- Tőkés Anna (1903-1966) - Marosvásárhelyi születésű volt.